# Snowboarden op de Olympische Winterspelen 2018 - Big air vrouwen
Het onderdeel big air voor vrouwen tijdens de Olympische Winterspelen 2018 vond plaats op 19 en 21 februari 2018 in het Alpensia Jumping Park in Pyeongchang. Dit onderdeel stond voor de eerste maal op het olympisch programma

## Tijdschema
| Datum       | Lokale tijd | MET   | Ronde        |
| ----------- | ----------- | ----- | ------------ |
| 19 februari | 10:00       | 02:00 | Kwalificatie |
| 21 februari | 09:30       | 01:30 | Finale       |

## Uitslag
Q — Gekwalificeerd voor de finale

### Kwalificatie
| Rang | Bib | Naam                 | Land                           | 1e run | 2e run | Beste | Opm. |
| ---- | --- | -------------------- | ------------------------------ | ------ | ------ | ----- | ---- |
| 1    | 14  | Anna Gasser          | Oostenrijk                     | 88.25  | 98.00  | 98.00 | Q    |
| 2    | 12  | Yuka Fujimori        | Japan                          | 82.00  | 94.25  | 94.25 | Q    |
| 3    | 11  | Reira Iwabuchi       | Japan                          | 80.00  | 92.75  | 92.75 | Q    |
| 4    | 16  | Laurie Blouin        | Canada                         | 90.25  | 92.25  | 92.25 | Q    |
| 5    | 7   | Zoi Sadowski-Synnott | Nieuw-Zeeland                  | 72.75  | 92.00  | 92.00 | Q    |
| 6    | 9   | Jamie Anderson       | Verenigde Staten               | 30.25  | 90.00  | 90.00 | Q    |
| 7    | 15  | Miyabi Onitsuka      | Japan                          | 81.75  | 86.50  | 86.50 | Q    |
| 8    | 5   | Sina Candrian        | Zwitserland                    | 31.75  | 86.00  | 86.00 | Q    |
| 9    | 6   | Julia Marino         | Verenigde Staten               | 83.75  | 85.25  | 85.25 | Q    |
| 10   | 13  | Silje Norendal       | Noorwegen                      | 76.00  | 77.50  | 77.50 | Q    |
| 11   | 4   | Spencer O'Brien      | Canada                         | 69.50  | 76.75  | 76.75 | Q    |
| 12   | 17  | Jessika Jenson       | Verenigde Staten               | 76.25  | 39.75  | 76.25 | Q    |
| 13   | 24  | Jessica Rich         | Australië                      | 73.50  | 74.25  | 74.25 |      |
| 14   | 3   | Hailey Langland      | Verenigde Staten               | 73.00  | 29.00  | 73.00 |      |
| 15   | 19  | Carla Somaini        | Zwitserland                    | 70.75  | 24.75  | 70.75 |      |
| 16   | 10  | Enni Rukajärvi       | Finland                        | 68.75  | 49.75  | 68.75 |      |
| 17   | 8   | Brooke Voigt         | Canada                         | 67.75  | 32.00  | 67.75 |      |
| 18   | 26  | Elena Könz           | Zwitserland                    | 62.00  | 65.75  | 65.75 |      |
| 19   | 22  | Šárka Pančochová     | Tsjechië                       | 65.50  | 30.00  | 65.50 |      |
| 20   | 1   | Cheryl Maas          | Nederland                      | 65.00  | 44.75  | 65.00 |      |
| 21   | 18  | Sofja Fjodorova      | Olympische atleten uit Rusland | 64.00  | 23.25  | 64.00 |      |
| 22   | 23  | Isabel Derungs       | Zwitserland                    | 54.00  | 59.25  | 59.25 |      |
| 23   | 21  | Klaudia Medlová      | Slowakije                      | 30.75  | 50.50  | 50.50 |      |
| 24   | 25  | Asami Hirono         | Japan                          | 27.50  | 37.75  | 37.75 |      |
| 25   | 2   | Aimee Fuller         | Groot-Brittannië               | 25.00  | 14.25  | 25.00 |      |
| 26   | 20  | Kateřina Vojáčková   | Tsjechië                       | 19.00  | 10.50  | 19.00 |      |

### Finale
JNS — Sprong telt niet mee.
| Rang   | Bib | Naam                 | Land             | 1e run | 2e run | 3e run | Totaal |
| ------ | --- | -------------------- | ---------------- | ------ | ------ | ------ | ------ |
| Goud   | 1   | Anna Gasser          | Oostenrijk       | JNS    | 89.00  | 96.00  | 185.00 |
| Zilver | 2   | Jamie Anderson       | Verenigde Staten | 90.00  | 87.25  | JNS    | 177.25 |
| Brons  | 8   | Zoi Sadowski-Synnott | Nieuw-Zeeland    | 65.50  | 92.00  | JNS    | 157.50 |
| 4      | 13  | Reira Iwabuchi       | Japan            | 79.75  | 67.75  | JNS    | 147.50 |
| 5      | 9   | Sina Candrian        | Zwitserland      | JNS    | 76.25  | 64.00  | 140.25 |
| 6      | 5   | Silje Norendal       | Noorwegen        | 70.50  | 61.00  | JNS    | 131.50 |
| 7      | 12  | Yuka Fujimori        | Japan            | 82.25  | 40.50  | JNS    | 122.75 |
| 8      | 7   | Miyabi Onitsuka      | Japan            | 78.75  | JNS    | 40.25  | 119.00 |
| 9      | 6   | Spencer O'Brien      | Canada           | 51.25  | JNS    | 62.00  | 113.25 |
| 10     | 4   | Julia Marino         | Verenigde Staten | JNS    | 74.50  | 18.75  | 93.25  |
| 11     | 20  | Jessika Jenson       | Verenigde Staten | JNS    | 21.50  | 19.00  | 40.50  |
| 12     | 10  | Laurie Blouin        | Canada           | JNS    | 39.25  | DNS    | 39.25  |